# Knock Nevis
El Knock Nevis, antes llamado Seawise Giant, Happy Giant, Jahre Viking y Mont fue un superpetrolero ULCC (Ultra Large Crude Carrier) construido entre 1979 y 1981, en los astilleros de Oppama (Japón). Con 458 metros de eslora, 29,8 de puntal y 69 metros de manga, era el barco más grande del mundo, y el que, a su vez, poseía el mayor tonelaje de registro (TRB) bruto hasta la fecha. 
En condición de máxima carga, su desplazamiento era de 657.019 toneladas (646.642 LT; 724.239 LT), el buque con mayor desplazamiento de la historia, y con un calado de 24,6 m (81 pies), no podía atravesar el Canal de la Mancha, el Canal de Suez o el Canal de Panamá. De manera general, se consideró como el mayor buque jamás construido y el mayor objeto móvil realizado por el hombre. Su último destino fue como almacén flotante y descarga Off-Shore (FSO), fondeado en la costa de Catar (Golfo Pérsico), en el campo petrolífero Al Shaheen.
El buque fue renombrado como Mont para su viaje final en diciembre de 2009 a la India donde, después de conseguir el permiso de las autoridades aduaneras, fue varado para su desmantelamiento.

## Historia

Gráfico comparativo con los edificios más altos.

Gráfico comparativo del tamaño de los mayores buques: Knock Nevis, Emma Mærsk, RMS Queen Mary 2, MS Berge Stahl y USS Enterprise (CVN-65).

Fue construido en los astilleros de Oppama (Japón), propiedad de la Sumitomo Corporation, para un propietario griego que entró en bancarrota cuando el barco estaba a punto de ser finalizado. Antes de su terminación, el barco fue comprado por Tung Chao Yung, un magnate de Hong Kong, también conocido como C. Y. Tung, que incrementó sus dimensiones, aumentando la capacidad de carga y convirtiéndolo en el navío más grande construido. Fue botado dos años más tarde con el nombre Seawise Giant.
Su ruta inicial enlazaba Oriente Medio con los Estados Unidos, pero desde 1986 fue usado como almacén flotante y transporte por Irán durante su guerra contra Irak. En mayo de 1988, el barco fue atacado y severamente dañado por aviones iraquíes en el Estrecho de Ormuz. A finales de 1989, a la finalización de la guerra, el buque fue comprado por la compañía noruega KS-Company, controlada por Norman International. El barco fue reparado en los astilleros Keppel de Singapur y rebautizado como Happy Giant, si bien en 1991, antes de que las reparaciones estuvieran terminadas, la compañía pasó a manos de Jorgen Jahre y el navío fue botado con el nombre de Jahre Viking. A finales de 1990, KS-Company fue adquirida por la First Olsen Tankers.
En marzo de 2004, el barco fue enviado al astillero Dubai Drydocks para ser reformado como almacén flotante, siendo nuevamente rebautizado, esta vez como Knock Nevis, al no tener doble casco ya no podía transitar navegando por el mar frente a la costa de varios países, ahora todos los barcos petroleros deben ser de doble casco para poder navegar.
El buque fue vendido a una compañía india de desguace de buques, y renombrado como Mont para su viaje final en diciembre de 2009. Después de conseguir el permiso de las autoridades aduaneras, fue varado intencionadamente en Alang, Gujarat, India, para su desmantelamiento. Su ancla de 36 toneladas fue guardada y enviada al museo marítimo de Hong Kong para su exposición.